# Naturschutzgebiet Vogtshagen
Das Naturschutzgebiet Vogtshagen mit einer Größe von 3,5 ha liegt südlich von Inderlenne im Stadtgebiet von Schmallenberg. Das Gebiet wurde 2008 mit dem Landschaftsplan Schmallenberg Südost durch den Hochsauerlandkreis als Naturschutzgebiet (NSG) ausgewiesen.

## Gebietsbeschreibung
Beim NSG handelt es sich um den ostexponierten Lenne-Steilhang mit Mager- und Feuchtgrünland. 

## Pflanzenarten im NSG
Im NSG kommen seltene Tier- und Pflanzenarten vor. Auswahl vom Landesamt für Natur, Umwelt und Verbraucherschutz Nordrhein-Westfalen dokumentierter Pflanzenarten: Besenginster, Bitteres Schaumkraut, Blutwurz, Echtes Mädesüß, Geflecktes Johanniskraut, Gewöhnliches Ferkelkraut, Gras-Sternmiere, Harzer Labkraut, Kleine Bibernelle, Kleiner Sauerampfer, Kuckucks-Lichtnelke, Magerwiesen-Margerite, Moschus-Malve, Rotes Straußgras, Schlangen-Knöterich, Spitzlappiger Frauenmantel, Sumpfdotterblume, Sumpf-Pippau, Sumpf-Vergissmeinnicht, Teich-Schachtelhalm, Wald-Ehrenpreis, Wiesen-Flockenblume und Wolliges Honiggras.

## Schutzzweck
Das NSG soll die Grünlandbereiche mit ihrem Arteninventar schützen.
Wie bei allen Naturschutzgebieten in Deutschland wurde in der Schutzausweisung darauf hingewiesen, dass das Gebiet „wegen der Seltenheit, besonderen Eigenart und Schönheit des Gebietes“ zum Naturschutzgebiet wurde.